# Second Avenue Line
Second Avenue Line är en ny tunnelbanelinje som byggs i New York och som blir en del av New Yorks tunnelbana. Redan 2007 började man bygga denna 13,6 km långa linje som kommer att ligga under Second Avenue med 16 nya stationer. Linjen kommer att gå från 125 Street i norr och söderut till Hanover Square samt byggas i fyra faser. Den första fasen öppnade 2017 mellan station 96th Street och station 72nd Street och går vidare till station Lexington Avenue – 63rd Street från 1989. Efter denna station har linjen byggts ihop med en gammal tunnel under Central Park som leder till  station 57th Street – Seventh Avenue. Sträckan trafikeras av linje Q Broadway Express. I fas 2 byggs sträckan mellan 106th Street - 125th Street. 
- Fas 1 72nd Street - 96th Street
- Fas 2 106th Street - 125th Street
- Fas 3 55th Street - Houston Street
- Fas 4 Grand Street - Hanover Square

## Historia
Planer på att bygga denna tunnelbanelinje har funnits ända sedan 1919 och detta eftersom denna del av östra Manhattan saknade tunnelbana. Innan 2017 fanns bara en linje på östra sidan, fast närmare Central park. Längst ut på östra sidan av Manhattan fanns tidigare två högbanor Second Avenue Line och Third Avenue Line, men då dessa linjer revs byggdes aldrig någon ersättande tunnelbana. Detta ledde till att linjen som låg närmast, Lexington Avenue Line, blev New Yorks mest trafikerade linje. Förr gick högbanan Second Avenue Elevated ovanför gatan Second Avenue fram till 1942 då den revs. Man planerade då att ersätta högbanan med tunnelbana under samma gata, men av olika anledningar byggdes aldrig linjen. 

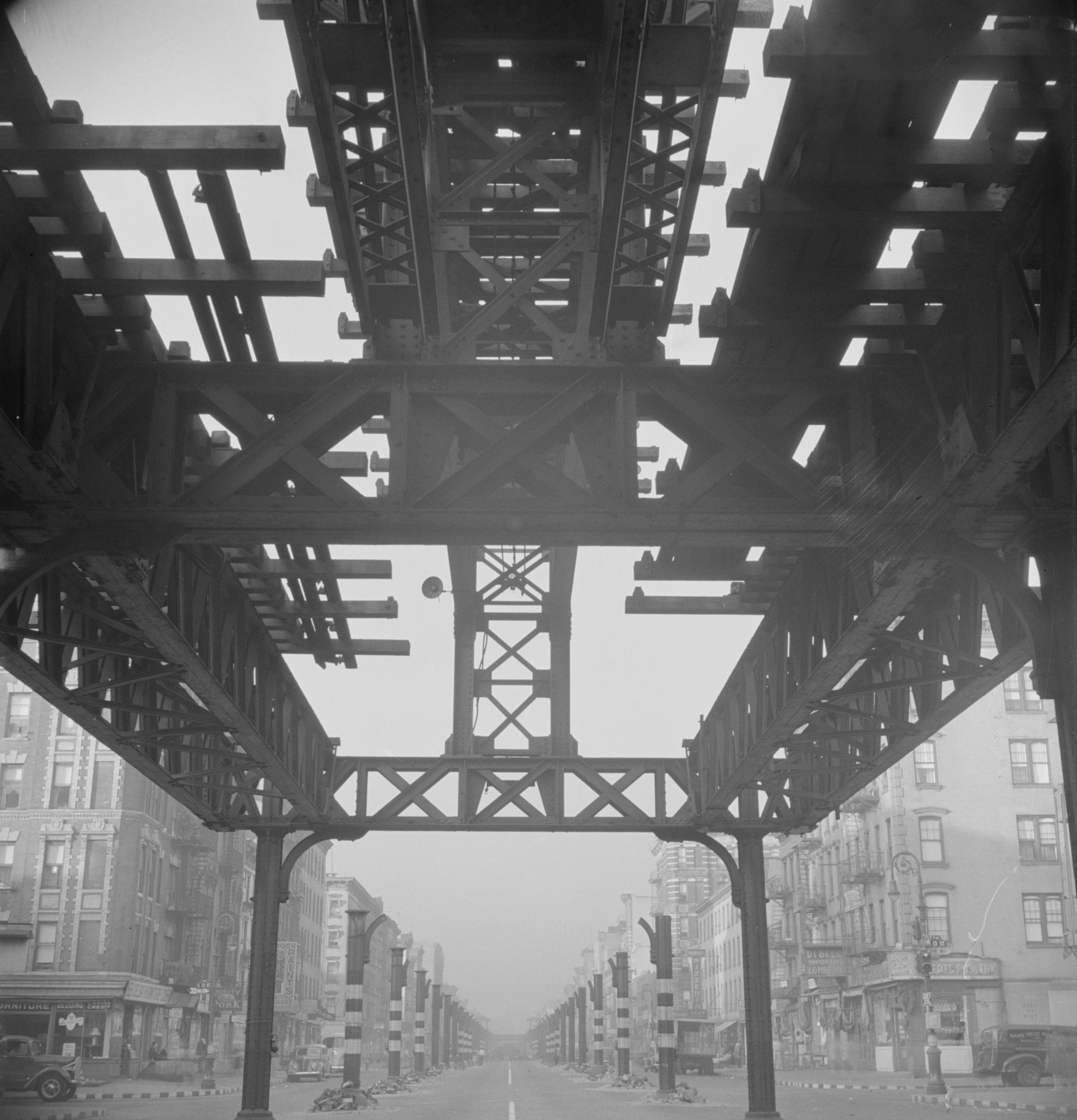
Second Avenue Elevated monteras ner
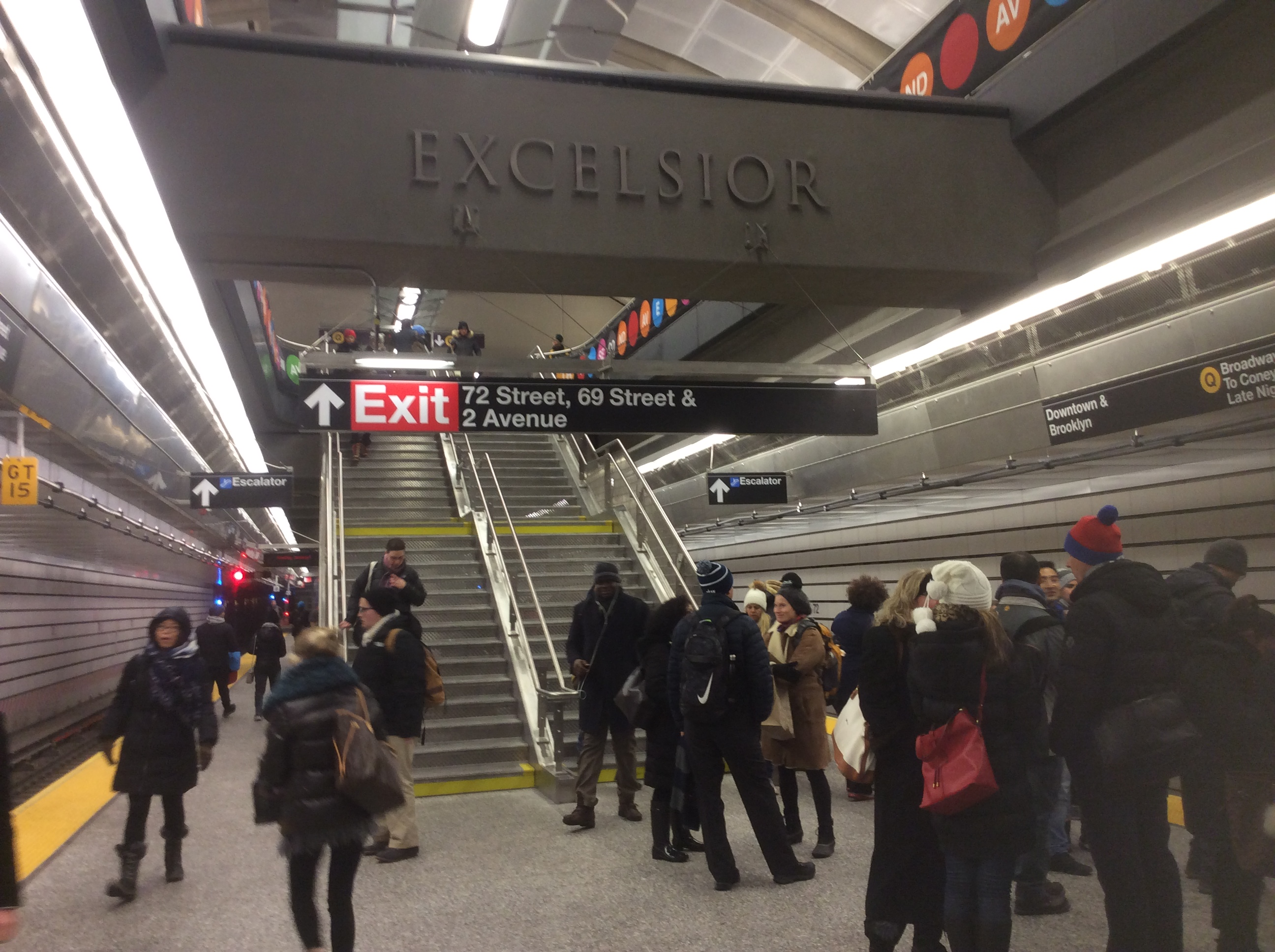
72nd Street
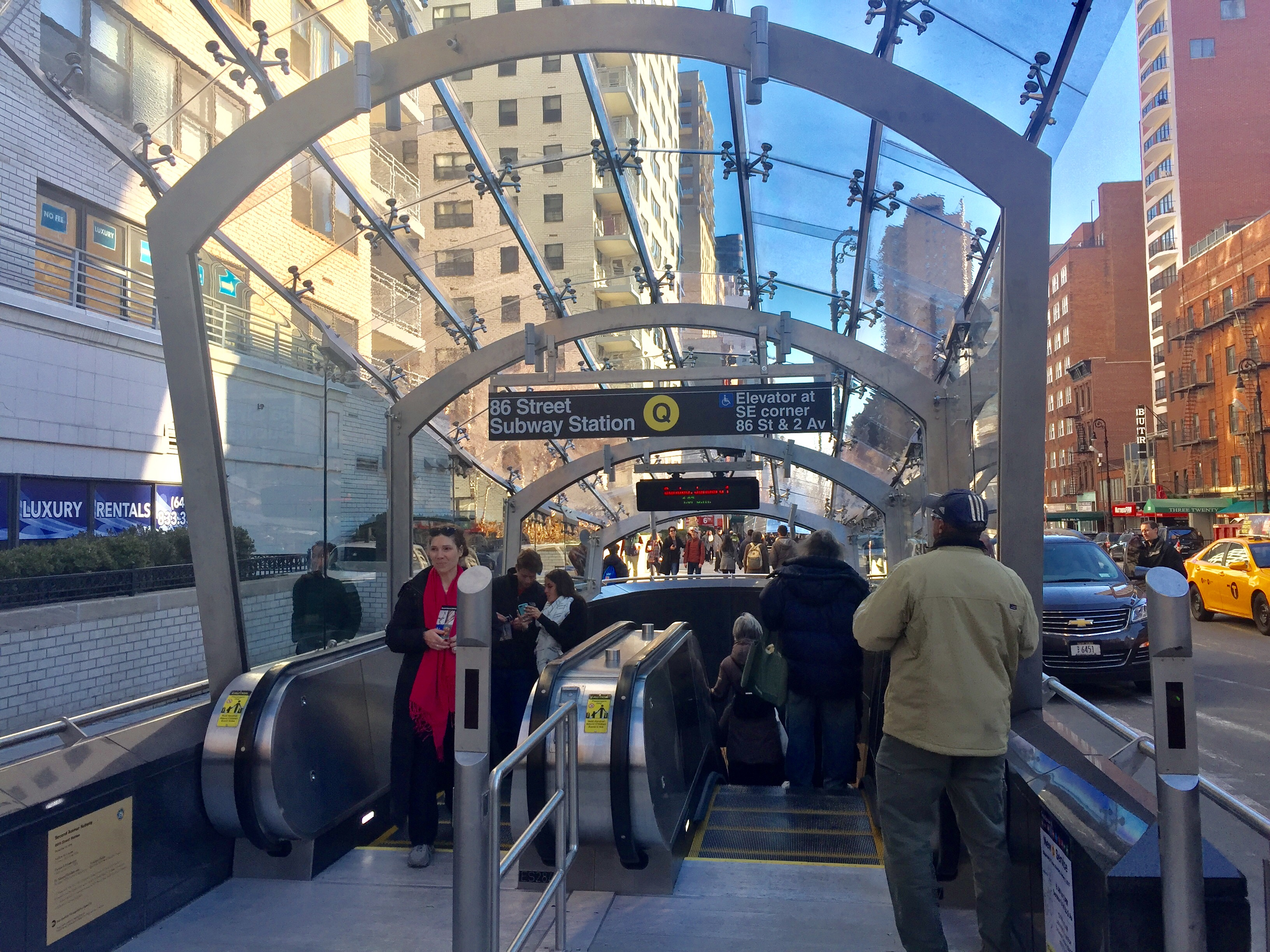
86th Street
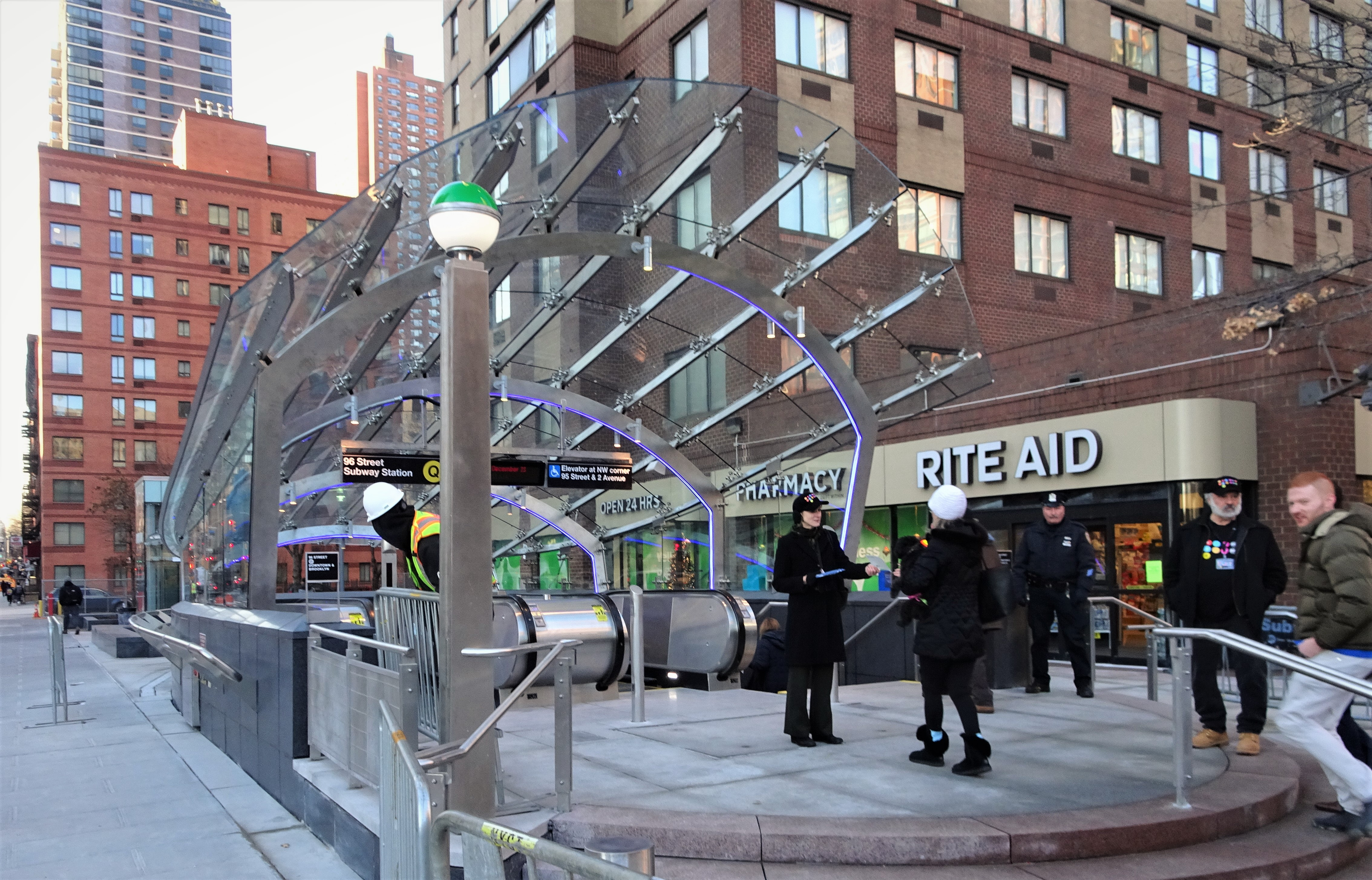
96th Street